# Massimo Paolucci

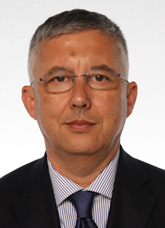
Massimo Paolucci

Massimo Paolucci (* 13. Dezember 1959 in Neapel) ist ein italienischer Politiker der Partito Democratico. Seit 2014 ist er im Europäischen Parlament. Dort ist er Mitglied im Ausschuss für Umweltfragen, öffentliche Gesundheit und Lebensmittelsicherheit und in der Delegation für die Beziehungen zur Volksrepublik China.